# کودلینبورگ (ناحیه)
کودلینبورگ (به آلمانی: Landkreis Quedlinburg) یک ناحیه در آلمان است که در زاکسن-آنهالت واقع شده‌است. کودلینبورگ  ۷۶٬۸۱۲ نفر جمعیت دارد.